# Присоединение Крыма к Российской империи

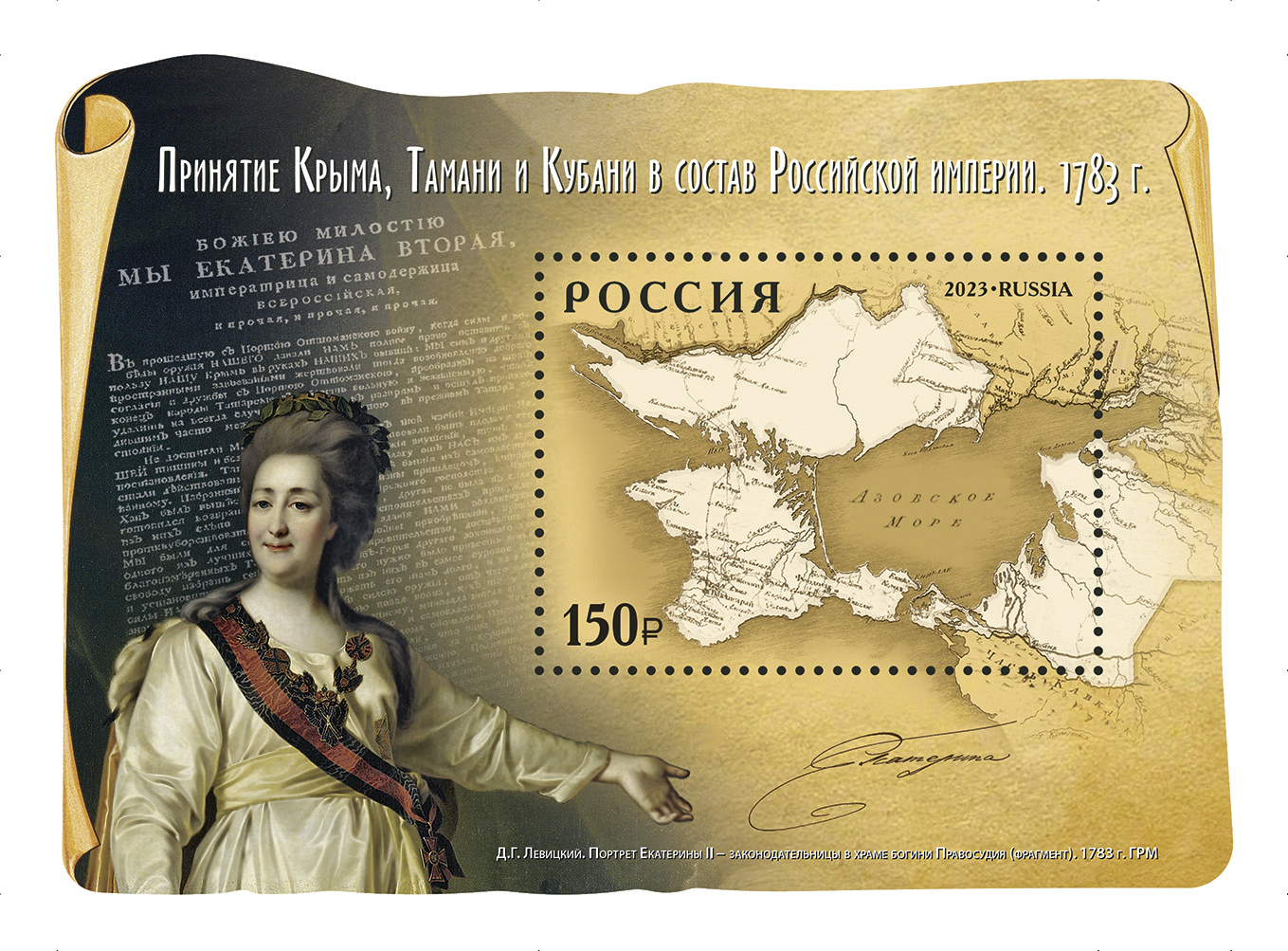
Российская памятная марка 2023 года «Принятие Крыма, Тамани и Кубани в состав Российской империи. 1783 г.»

Присоединение Крыма к Российской империи — аннексия территории Крымского ханства Российской империей манифестом императрицы Екатерины II от 8 апреля 1783 года. Явилась итогом военной кампании Григория Потёмкина в Крыму 1782—1783 годов и отречения последнего крымского хана Шахина Гирея под давлением представителей Потёмкина. На присоединённой территории в 1784 году была образована Таврическая область.
19 апреля, дата подписания манифеста по григорианскому календарю в XVIII веке, — День принятия Крыма, Тамани и Кубани в состав Российской империи, одна из памятных дат России с 2018 года.

## Крымское ханство и Османская империя

Крымское ханство в XVII веке

Летом 1475 года приморские города и горная часть Крыма вошли в состав Османской империи. Крымское ханство, владевшее остальной территорией Крыма, с 1478 года стало вассалом Османской империи. На три последовавших столетия Чёрное море стало турецким «внутренним озером».
К XVI веку Османская империя перешла к стратегической обороне, основными компонентами которой было строительство крепостей в устьях рек, создание своего рода буферной зоны — безлюдной территории «Дикого поля», перенос вооружённой борьбы с северными соседями — Польшей и Россией — вглубь польских и российских владений, используя для этого зависимое от неё Крымское ханство.
В XV веке турки с помощью итальянских специалистов построили на Перекопе крепость Ор-Капу. С этого времени у Перекопского вала появляется другое имя — Турецкий вал.
С конца XV века Крымское ханство совершало постоянные набеги на Русское государство и Речь Посполитую. Основная цель набегов — захват рабов и их продажа на турецких рынках. Общее число рабов, прошедших через крымские рынки, оценивается в три миллиона человек.

## Российская экспансия
С избавлением русского государства от ига Золотой Орды перед ним вновь встала задача восстановления выхода к Чёрному морю, существовавшего в период Киевской Руси. Присоединив Казанское и Астраханское ханства, Россия направила вектор экспансии на юг, навстречу турецко-татарской угрозе. Засечные черты, сооружавшиеся на русских границах, надвигались на Дикое поле. Отвоёванные земли осваивались земледельцами, застраивались городами, что оказывало давление на оборонительные рубежи Османской империи, несмотря на неудачные крымские походы русских войск в XVI и XVII веках. Неуспешность этих военных предприятий заставила осознать место и роль Крыма как ключевой территории, обеспечивающей господство в Северном Причерноморье. Азовские походы Петра I (1695—1696), не решившие черноморской проблемы, ещё раз подчеркнули значение крымского направления. Овладение Крымским полуостровом стало одной из важнейших внешнеполитических задач Российской империи в XVIII столетии.

## XVIII век

### Русско-турецкая война (1735—1739)
В ходе Русско-турецкой войны 1735—1739 годов российская днепровская армия, насчитывавшая 62 тысячи человек и состоявшая под командованием генерал-фельдмаршала Бурхарда Христофора Миниха, 20 (31) мая 1736 года взяла штурмом османские укрепления у Перекопа, а 17 июня заняла Бахчисарай. Однако недостаток продовольствия, а также вспышки эпидемий в армии заставили Миниха отступить в Россию. В июле 1737 года в Крым вторглась армия под предводительством генерал-фельдмаршала Петра Ласси, нанеся армии крымского хана ряд поражений и захватив Карасубазар. Бахчисарай, Кезлев и Карасубазар были сожжены русскими войсками. Но и она была вскоре вынуждена покинуть Крым из-за недостатка снабжения. Единственным итогом вторжений русских армий стало опустошение полуострова, поскольку разрыв между уже освоенной русскими территорией Дикого поля и занятыми в ходе военных экспедиций землями был слишком велик, чтобы обеспечить их хозяйственное освоение и эффективную оборону и таким образом рассчитывать на включение Крыма в состав русских владений.

### Русско-турецкая война (1768—1774)
Такая практическая возможность появилась лишь после того, как на вновь освоенных пространствах был подготовлен необходимый плацдарм в виде Новороссии. Несмотря на попытки Крымского ханства и Османской империи вооружённой силой воспрепятствовать русской колонизации Северного Причерноморья, она фактически началась ещё до того, как в 1771 году армия генерал-аншефа В. М. Долгорукова овладела Крымом, за что он впоследствии получил от императрицы Екатерины II шпагу с алмазами, алмазы к ордену св. Андрея Первозванного и титул Крымского.
Князь Долгоруков вынудил крымского хана Селима бежать в Турцию. На его место крымские беи выбрали сторонника крымско-российского сближения хана Сахиба II Гирея, подписавшего 1 (12) ноября 1772 года с князем Долгоруковым Карасубазарский договор, по которому Крым объявлялся независимым ханством под покровительством России, к России переходили Керчь, крепости Кинбурн и Еникале. Оставив гарнизоны в крымских городах и освободив более десяти тысяч русских пленников, армия Долгорукова покинула полуостров.
10 (21) июля 1774 года был подписан Кючук-Кайнарджийский мирный договор, завершивший русско-турецкую войну. Договор положил конец османскому господству над Крымом. К России отошли крепости Керчь и Еникале, запиравшие выход из Азовского в Чёрное море. Керченский пролив стал российским, что имело большое значение для южной торговли России. Крымское ханство было объявлено независимым, а Турции и России было запрещено вмешиваться в его внутренние дела: «Все татарские народы: крымские, буджатские, кубанские, едисанцы, жамбуйлуки и едичкулы без изъятия от обеих империй имеют быть признаны вольными и совершенно независимыми от всякой посторонней власти, но пребывающими под самодержавной властью собственного их хана чингисского поколения, всем татарским обществом избранного и возведённого, который да управляет ими по древним их законам и обычаям, не отдавая отчёта ни в чём никакой посторонней державе, и для того ни российский двор, ни Оттоманская Порта не имеют вступаться как в избрание и в возведение помянутого хана, так и в домашние, политические, гражданские и внутренние их дела ни под каким видом…»
К Крымскому ханству перешли бывшие османские владения на полуострове (Южный и Юго-Восточный Крым). Историческая задача выхода России в Чёрное море наполовину была решена.
Ситуация в Крыму, однако, была неопределённой и сложной. Турция, согласившись на признание независимости Крыма, готовилась к новой войне. Турецкий султан, являясь верховным халифом, сохранял в своих руках религиозную власть и утверждал новых ханов, что оставляло возможность реального давления на Крымское ханство. В итоге крымские татары в Крыму разделились на две группы — русской и турецкой ориентации, столкновения между которыми доходили до настоящих сражений.
В начале 1774 года турецкая группировка поставила ханом Девлет-Гирея, который сразу же был утверждён турецким султаном-халифом. В июле 1774 года турецкий десант под командованием Девлет-Гирея высадился в Алуште. Русские войска, однако, не позволили туркам пройти вглубь Крыма. В бою под Алуштой командир гренадерского батальона подполковник Михаил Кутузов был ранен, в результате чего его правый глаз был повреждён.
Сахиб II Гирей тем временем бежал из Крыма.
В это время из Константинополя был получен текст Кючук-Кайнарджийского договора. Но крымцы и теперь отказывались принимать независимость и уступать русским города в Крыму, определённые договором, а Порта сочла нужным войти в новые переговоры с Россией.

### 1776—1782 годы
Добившись объявления независимости Крыма, Екатерина II не отказалась от мысли о присоединении его к России. Этого требовали интересы России, ибо Крым имел большое военно-политическое и экономическое значение для русского государства. Без Крыма нельзя было иметь свободного выхода к Чёрному морю. Но султанская Турция, в свою очередь, не думала отказаться от Крымского полуострова. Она прибегала к разным ухищрениям, чтобы восстановить своё влияние и господство в Крыму. Таким образом, несмотря на наличие Кючук-Кайнарджийского мирного договора, борьба между Россией и Турцией из-за Крыма не ослабевала.
В ноябре 1776 года, воспользовавшись тем, что турецкие войска не покинули Крым, как это предписывал Кючук-Кайнарджийский договор, а оставались в Каффе, русский корпус генерал-поручика Александра Прозоровского вошёл в Крым и, не встречая сопротивления, укрепился в Перекопе. Одновременно с этим новый русский ставленник из семьи Гиреев — Шахин Гирей, ставший ханом Кубани, утвердился на Таманском полуострове. Прозоровский вёл переговоры с Девлет-Гиреем в самом примирительном тоне, но мурзы и простые крымцы не скрывали своих симпатий к Османской империи. Девлет-Гирей даже требовал от османского султана, чтобы тот расторг заключённый с Россией договор о независимости Крыма, вернул полуостров под своё верховенство и взял Крым под свою защиту, однако Порта, опасаясь новой войны с Россией, не решилась на это.
Девлет-Гирей сосредоточил свои отряды у Карасубазара и на реке Индол. Ему противостоял генерал-поручик Александр Суворов, прибывший в Крым 17 (28) декабря 1776 года с полками своей Московской дивизии под начало Прозоровского и 17 (28) января 1777 года вступивший во временное командование двадцатитысячным русским корпусом. В начале марта 1777 года отряды суворовских войск подошли к Карасубазару и Индолу. Узнав об этом, татарские войска рассеялись. Девлет-Гирей с небольшой свитой отошёл к Бахчисараю, где опять начал собирать войско. В это время в Еникале высадился Шахин Гирей. На его сторону перешла большая часть местной татарской знати. 20 марта Ряжский пехотный полк занял Каффу. Девлет-Гирей с турецким десантом ушёл в Стамбул. Шахин Гирей был избран крымским ханом. По его просьбе русские войска остались в Крыму, расположившись у Ак-Мечети.
Шахин Гирей стал последним крымским ханом. Обучавшийся в Салониках и Венеции, знавший несколько языков, Шахин Гирей правил, не считаясь с национальными татарскими обычаями, пытался провести в государстве реформы и реорганизовать управление по европейскому образцу, уравнять в правах мусульманское и немусульманское население Крыма, и скоро превратился для своего народа в изменника и вероотступника. Владения татарской знати, ранее почти независимые от хана, были им преобразованы в 6 наместничеств-каймакамств — Бахчисарайское, Ак-Мечетское, Карасубазарское, Гезлевское (Евпаторийское), Кафинское (Феодосийское) и Перекопское. Шахин Гирей конфисковал вакуфы — земли крымского духовенства.
При попытке Шахин Гирея создать армию европейского типа в ноябре 1777 года начался бунт. В декабре 1777 года в Крыму высадился назначенный в Стамбуле хан Селим Гирей III, что привело к восстанию, охватившему весь полуостров.
При подавлении восстания русскими войсками под командованием Антона де Бальмена, получившими приказ уничтожить оппозицию, и иррегулярными формированиями были сожжены и разграблены Акмечеть, Гёзлеве, Карасубазар, Кафа, Эски-Кырым. В Кафе при этом было вырезано 600 человек с женщинами и детьми. Пять лет спустя в Кафе все ещё оставались пустыми 20 процентов домов, в Гёзлеве — 10.
23 марта (3 апреля) 1778 года князя Прозоровского на посту командующего войсками Крыма и Кубани сменил Александр Суворов. Он разделил Крым на четыре территориальных округа, протянул по побережью линию постов. Русские гарнизоны размещались в крепостях и сорока укреплениях-рентраншементах, фельдшанцах, редутах, вооружённых 90 орудиями.

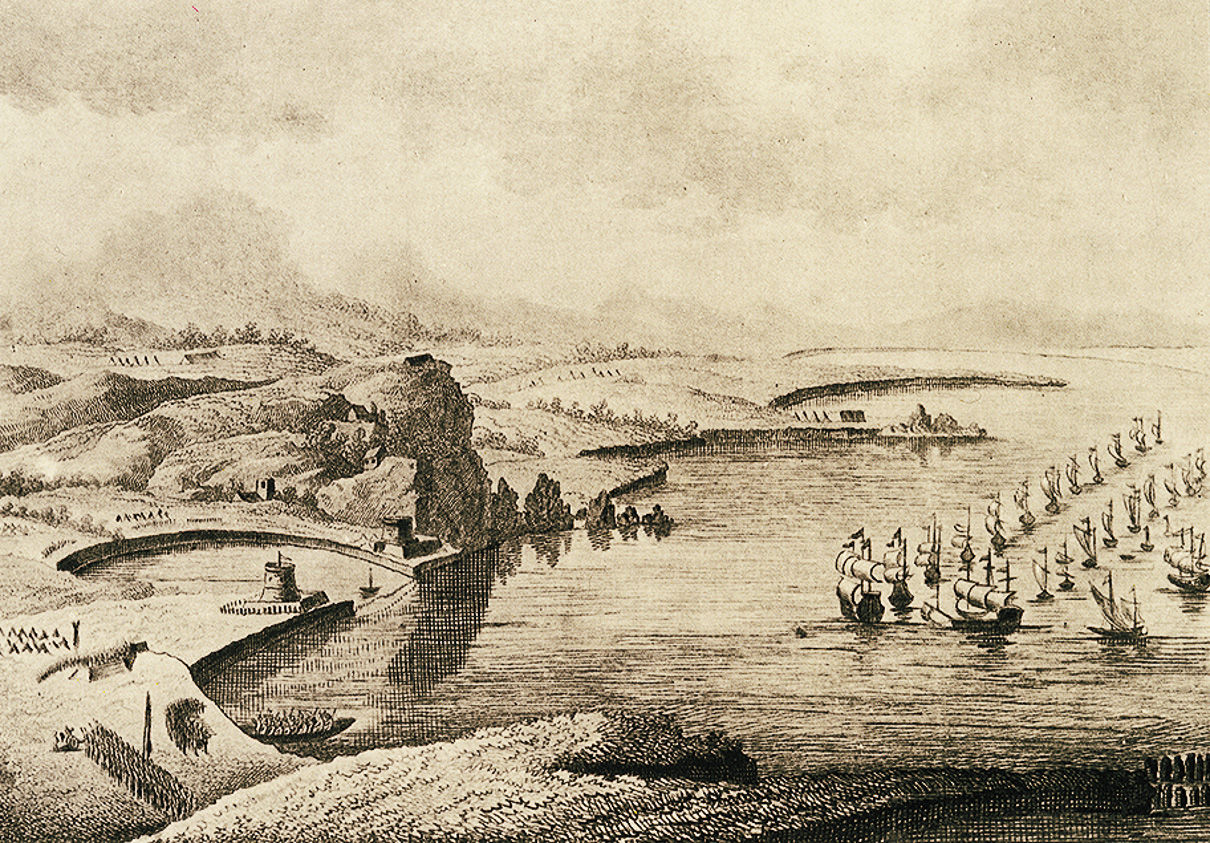
Защита Суворовым крымского берега от турецкого флота

Суворову удалось заставить все остававшиеся у крымского побережья турецкие военные суда покинуть Крым: он начал строить укрепления на выходе из бухты, в которой они находились, и запретил туркам брать пресную воду на берегу из реки Бельбек. Турецкие корабли ушли в Синоп.
В 1778 году Суворов по указанию князя Потёмкина, в то время занимавшего пост наместника (генерал-губернатора) Новороссийской, Азовской, Астраханской и Саратовской губерний, содействовал переходу в российское подданство и переселению христианского населения Крыма (армян, греков, волохов, грузин) на новые земли побережья Азовского моря и устья Дона (проект был изначально предложен Екатерине II в марте 1778 года генерал-фельдмаршалом графом Румянцевым). С одной стороны, это было вызвано необходимостью ускоренного заселения плодородных земель Северного Причерноморья (в первую очередь земель ликвидированной Запорожской сечи, опустевших в связи с уходом части запорожских казаков за Дунай и выселением остальных на Кубань). С другой стороны, вывод из Крыма армян и греков имел целью экономическое ослабление Крымского ханства и усиление его зависимости от России. Действия Суворова вызвали ярость Шахин Гирея и местной татарской знати, поскольку с уходом экономически активной части населения казна лишилась значительных источников доходов. В качестве компенсации «за утрату подданных» хану, его братьям, беям и мурзам из русской казны было выплачено 100 тыс. рублей. С мая по сентябрь 1778 года из Крыма в Приазовье и в Новороссию были переселены 31 тыс. человек.
В июле 1778 года турецкий флот появился в Феодосийской бухте с намерением высадить десант. Турки потребовали запретить русским кораблям плавание вдоль крымского побережья, угрожая топить их в случае невыполнения ультиматума. Однако твёрдая позиция Суворова, заявившего о намерении обеспечивать безопасность Крыма всеми доступными ему способами, не позволила туркам высадить десант, и турецкий флот в конце концов ретировался. Такая же попытка была повторена в сентябре 1778 года, но и на этот раз, благодаря действиям Суворова по укреплению крымского побережья, турки не решились высадиться.
10 (21) марта 1779 года Россия и Турция подписали Айналы-Кавакскую конвенцию, по которой Россия должна была вывести свои войска с Крымского полуострова «в три месяца». Турция признала Шахин Гирея крымским ханом, подтвердила независимость Крыма и право свободного прохода через Босфор и Дарданеллы для русских торговых судов. Российские войска, оставив шеститысячный гарнизон в Керчи и Еникале, в середине июня 1779 года ушли из Крыма и Кубани. Сам Суворов получил новое назначение в Астрахань.
Оттоманская Порта, однако, не смирилась с потерями по Кючук-Кайнарджийскому мирному договору и стремилась вернуть в свою сферу влияния и Крымское ханство, и земли Северного Причерноморья. Осенью 1781 года в Крыму произошло очередное восстание, спровоцированное Турцией, которое на этот раз возглавили старшие братья хана — Батырь Гирей и Арслан Гирей.
Лишь в конце мая 1782 года тревожные известия о происходящих в Крыму событиях достигли Потёмкина, который в то время находился в Москве. В июне Екатерина II вызвала Потёмкина в Петербург: «Не токмо желание моё узнать о твоём добром состоянии принуждает меня послать к тебе сего нарочного, но и самая нужда по делам: в Крыму татары начали снова немалые безпокойства, от коих хан и Веселицкий уехали водою в Керчь… Теперь нужно обещанную защиту дать хану, свои границы и его, нашего друга, охранить». 3 августа императрица в письме к Шахин Гирею обещала направить ему в помощь войска для усмирения мятежников и обеспечения его безопасности и предлагала хану прибыть в Петровскую крепость, куда должен был приехать и Потёмкин, имевший необходимые полномочия. Сам Потёмкин считал, что новый бунт — это следствие «неминуемого и всегдашнего подстрекания татар против России» и настаивал на введении войск в Крым.
23 сентября Потёмкин встретился с Шахин Гиреем в Петровской крепости и передал ему личное послание императрицы, которая решила ввести войска в Крым, рискуя при этом пойти на открытый конфликт с Турцией. Через четыре дня генерал-поручик граф де Бальмен получил приказание Потёмкина вступить в Крым, причём особое внимание он должен был уделить отношению к местному населению: «Вступая в Крым и выполняя все, что следовать может к утверждению Шагин Гирея паки на ханство, обращайтесь, впрочем, с жителями ласково, наказывая оружием, когда нужда дойдёт сонмища упорных, но не касайтесь казнями частных людей. Казни же пусть хан производит своими, если в нём не подействует дух кроткий монархини нашей, который ему сообщён. Естли б паче чаяния жители отозвалися, что они лучше желают войти в подданство Ея императорскому величеству, то отвечайте, что вы, кроме спомоществования хану, другим ничем не уполномочены, однако ж мне о таком произшествии донесите…».
Хан, получивший российскую военную помощь, двинулся к Перекопу. Толпы мятежников разбегались при подходе русских полков, однако русский дипломатический агент Я. И. Рудзевич, донося Потёмкину 30 октября (10 ноября) 1782 г. «об успокоении большей части черни и о просьбе мурз защитить их от гнева хана», сделал весьма важное замечание: «Но Шагин Гирею никто бы не повиновался без русских войск».
Потёмкин и сам, побывав в эти дни в Крыму, убедился, что личность Шахин Гирея вызывает такое недовольство у татарской знати, что она, возможно, с большим желанием восприняла бы протекторат России, нежели такую «независимость». Особое влияние на настроение крымских жителей оказала необычайная жестокость, с которой Шахин Гирей расправился с мятежниками. Батыр и Арслан Гирей были захвачены в плен, и лишь вмешательство Потёмкина и Екатерины спасло их от казни по приказанию хана, однако двое старшин и десять мулл всё же были казнены 29 декабря через побиение камнями.

### 1783 год

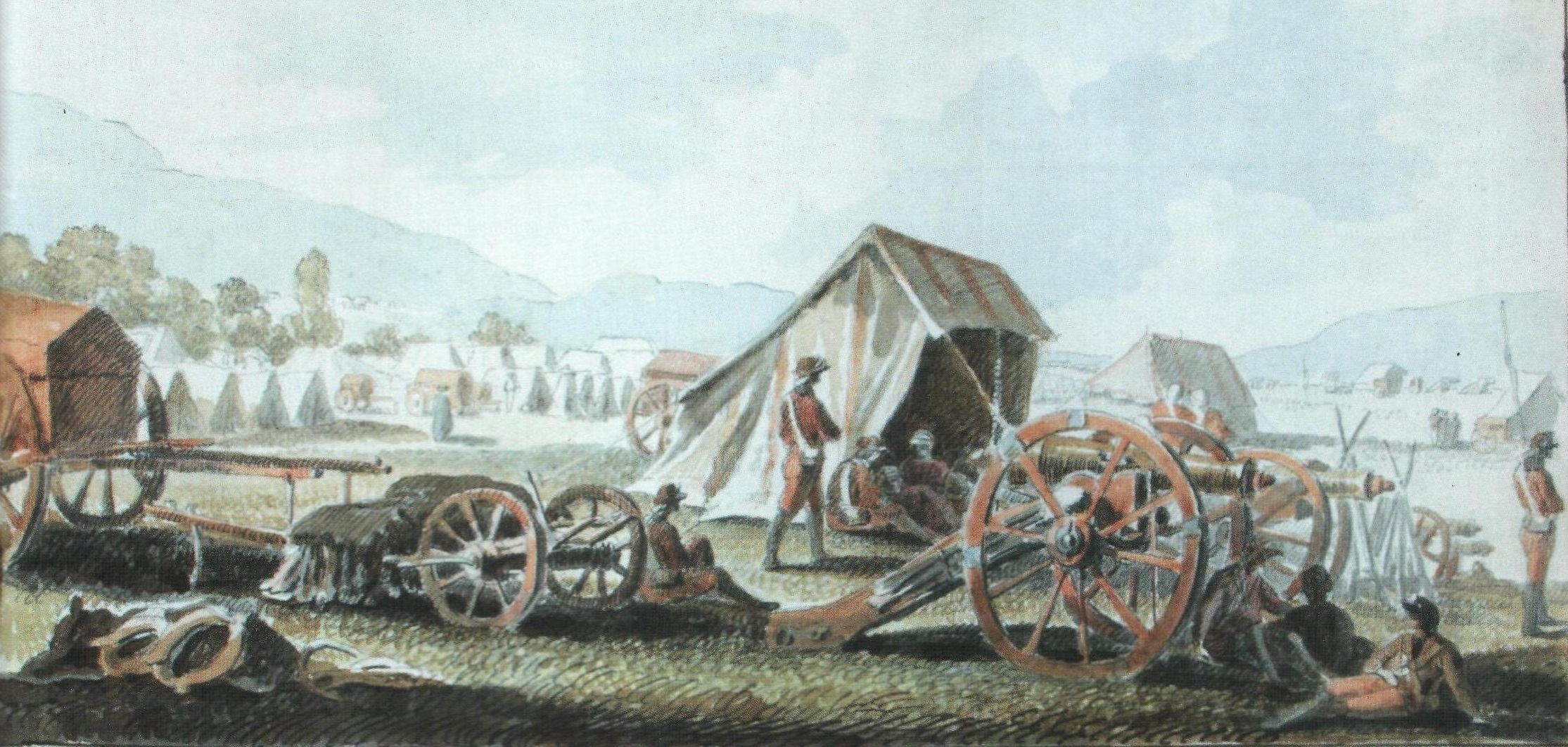
М. М. Иванов. Русский военный лагерь вблизи Карасу-Базара в Крыму. 1783

Сохранявшаяся угроза со стороны Турции (для которой Крым являлся возможным плацдармом в случае нападения на Россию) вынуждала строить мощные укреплённые линии на южных рубежах страны и отвлекала силы и средства от хозяйственного освоения пограничных губерний. Потёмкин как наместник этих областей, видя сложность и нестабильность политического положения в Крыму, пришёл к окончательному выводу о необходимости присоединения его к России, что завершило бы территориальное расширение империи на юг до естественных границ и создало единую экономическую область — Северное Причерноморье. В декабре 1782 года, возвратясь из Херсона, Потёмкин обратился к Екатерине II с меморандумом, в котором подробно высказал свою точку зрения, особо указав на благоприятную для этого внешнеполитическую ситуацию: «Всемилостивейшая государыня! Неограниченное моё усердие к Вам заставляет меня говорить: презирайте зависть, которая Вам препятствовать не в силах. Вы обязаны возвысить славу России. Посмотрите, кому оспорили, кто что приобрёл: Франция взяла Корсику, цесарцы без войны у турков в Молдавии взяли больше, нежели мы. Нет державы в Европе, чтобы не поделили между собой Азии, Африки, Америки. Приобретение Крыма ни усилить, ни обогатить Вас не может, а только покой доставит… Поверьте, что Вы сим приобретением безсмертную славу получите и такую, какой ни один государь в России ещё не имел. Сия слава проложит дорогу ещё к другой и большей славе: с Крымом достанется и господство в Чёрном море. От Вас зависеть будет, запирать ход туркам и кормить их или морить с голоду».
База для осуществления этого плана, лежавшего в русле так называемого Греческого проекта, предусматривавшего восстановление Византийской империи со столицей в Константинополе и русским ставленником на троне (этот проект был предложен другим выдающимся государственным деятелем Екатерининской эпохи — личным секретарём императрицы А. А. Безбородко), была подготовлена всей предыдущей работой Потёмкина по заселению Новороссии, устройству крепостей и хозяйственному развитию. Именно ему, таким образом, принадлежала главная и решающая роль в присоединении полуострова к России.
14 (25) декабря 1782 года императрица направила Потёмкину «секретнейший» рескрипт, в котором объявила ему свою волю «на присвоение полуострова и на присоединение его к Российской империи»: «А между тем удостоверены мы, что вы, доводя и наклоняя тамошния дела к желаемому нами состоянию и к прямой цели нашей, не упустите употребить все способы завести посреди татарских народов ближайшия связи, поселить в них доброхотство и доверие к стороне нашей, и, когда потребно окажется, склонить их на принесение нам просьбы о принятии их в подданство наше».
Весной 1783 года было решено, что Потёмкин отправится на юг и будет лично руководить присоединением Крымского ханства к России. 8 (19) апреля 1783 императрица подписала манифест «О принятии полуострова Крымского, острова Тамана и всей Кубанской стороны под Российскую державу», над которым она работала совместно с Потёмкиным. Этот документ должен был храниться в тайне, пока присоединение ханства не станет свершившимся фактом. В тот же день Потёмкин отправился на юг, но ещё в пути получил неожиданное известие об отречении Шахин Гирея от ханства. Причиной тому стали открытая ненависть подданных в отношении проводимых им реформ и политики Шахин Гирея, фактическое финансовое банкротство государства, взаимное недоверие и непонимание с русскими властями.
Прибыв в Херсон, Потёмкин встретился с Шахин Гиреем и окончательно утвердился в мысли о необходимости скорейшего устранения хана с крымской политической арены. Полагая, что наибольшие трудности могут возникнуть на Кубани, он отдал распоряжения Александру Суворову и своему родственнику П. С. Потёмкину выдвинуть войска на правобережную Кубань. Получив приказания князя, Суворов занял укрепления бывшей Кубанской линии и стал готовиться привести ногайцев к присяге в назначенный Потёмкиным день — 28 июня, день восшествия Екатерины II на престол. Одновременно командующий Кавказским корпусом П. С. Потёмкин должен был принимать присягу в верховьях Кубани.

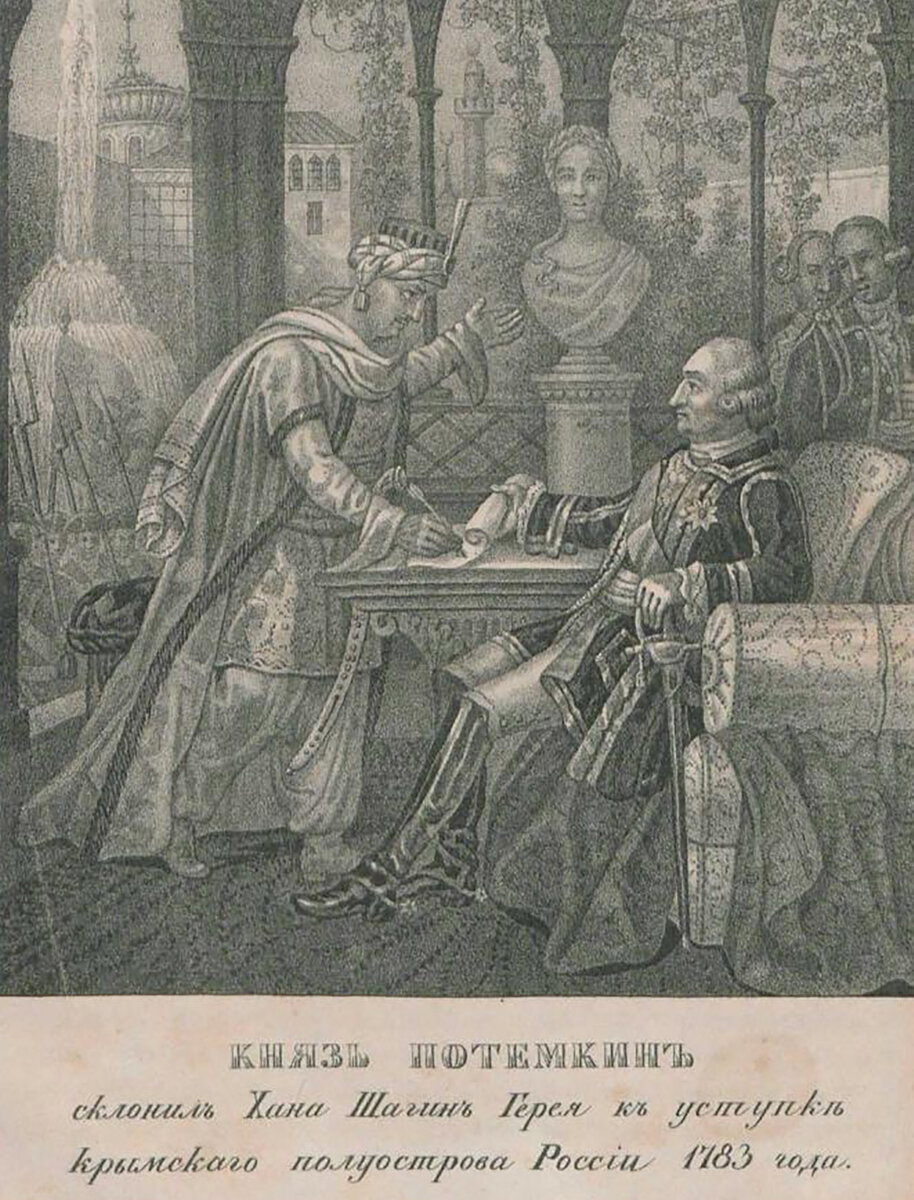
Князь Потёмкин принимает отречение последнего крымского хана Шахин Герая

Шахин Гирей, отрёкшись от ханства, тем временем вёл сложную политическую игру, затягивая свой отъезд из Крыма под разными предлогами и надеясь, что в обострившейся политической обстановке русскому правительству придётся восстановить его на престоле и отказаться от присоединения Крыма. Потёмкин, оценив положение, подтягивал войска и через своих агентов вёл агитацию среди правящей верхушки ханства о переходе в российское подданство. В Крыму русскими войсками командовал генерал-поручик граф А. Б. Бальмен, которому Потёмкин приказал особо обратить внимание на соблюдение «строгой на всех постах, при обнародовании манифеста, воинской предосторожности и примечании за поступками татар, не дозволяя делать собраний народу, сие я разумею о военных сборищах». Войска заняли стратегические пункты, не встречая недовольства жителей. С моря русские войска прикрывали корабли Азовской эскадры.
Тем временем по распоряжению Екатерины II уже весной были предприняты срочные меры по выбору гавани для будущего Черноморского флота на юго-западном побережье полуострова. Капитан II ранга И. М. Берсенев на фрегате «Осторожный» рекомендовал использовать бухту у посёлка Ахтиар, недалеко от развалин Херсонеса-Таврического. Екатерина II своим указом от 10 (21) февраля 1784 года повелела основать здесь «военный порт с адмиралтейством, верфью, крепостью и сделать его военным городом». В начале 1784 года был заложен порт-крепость, которому Екатерина II дала имя Севастополь.
28 июня (9 июля) 1783 года манифест Екатерины II был наконец обнародован в ходе торжественной присяги крымской знати, которую принимал лично князь Потёмкин на плоской вершине скалы Ак-Кая под Карасубазаром. Сначала присягали мурзы, беи, духовные лица, а затем уже и простое население. Торжества сопровождались угощениями, играми, скачками и пушечным салютом. В своём манифесте императрица заверяла крымчан: «Возвещая жителям тех мест силою нашего императорского манифеста таковую бытия их перемену, обещаем свято и непоколебимо за себя и приёмников престола нашего содержать их вравне с природными нашими подданными, охранять и защищать их лица, имущество, храмы и природную их веру, коей свободное отправление со всеми законными обрядами пребудет неприкосновенно; и дозволить напоследок каждому из них состояния все те правости и преимущества, каковыми таковые в России пользуются…».
10 (21) июля 1783 года Потёмкин из лагеря при Карасубазаре отправил императрице послание с известием об окончательном разрешении крымской проблемы: «Все знатные уже присягнули, теперь за ними последуют и все. Вам ещё то приятнее и славнее, что все прибегли под державу Вашу с радостию. Правда, было много затруднения по причине робости татар, которые боялись нарушения закона, но по уверениям моим, зделанным их присланным, теперь так покойны и веселы, как бы век жили у нас». 16 (27) июля 1783 года последовало официальное донесение Потёмкина с представлением А. В. Суворова, П. С. Потёмкина, А. Б. Бальмена и С. Л. Лашкарёва (русского резидента при хане) к наградам.
Воля Её Императорского Величества есть, чтобы все войска пребывающие в[sic] Крымском полуострове обращались с жителями дружелюбно, не чиня отнюдь обид, чему подавать пример имеют начальники и полевые командиры. Я сие высочайшее повеление объявляя подтверждаю и то, что в противном случае будет от меня взыскание по всей строгости законов
Очевидно, что именно политические шаги князя Потёмкина, направленные на наиболее миролюбивое и дружелюбное отношение войск к населению, высказывание уважения и соответствующих знаков внимания татарской знати оказали должное воздействие и привели к «бескровному» присоединению Крыма. Так же мирно и торжественно прошло присоединение Кубани. Две крупнейшие ногайские орды — Едисанская и Джамбулуцкая — также присягнули на верность России.
Многие в Западной Европе, а возможно и сама российская императрица, полагали, что произошедшая аннексия спровоцирует османов вновь объявить войну России. Европейские державы, в частности Франция, восприняли присоединение Крыма к России как существенную угрозу их интересам, ощущая, что после этой аннексии «ничто не мешает» России захватить Константинополь и приступить к разделу Османской империи. Однако дипломатическая обстановка в Европе и новая напряжённость на Кавказе вынудили Османскую империю на единственно возможный в имевшейся ситуации шаг — (неохотное) признание присоединения Крыма к России. Несмотря на заявляемое несогласие с аннексией, ни одна из европейских держав не согласилась оказать Османской империи помощь в вытеснении России из Крыма. Франция и Великобритания воевали друг с другом по поводу будущего британских колоний в Америке, и французское правительство не желало активно противостоять России в одиночку. Для Священной Римской империи закрепление России в Северном Причерноморье также было неприятным известием, но император Иосиф II не стал подрывать русско-австрийский союзный договор 1781 года. Французские дипломаты попытались убедить Россию отказаться от присоединения территории, но безуспешно — в ответ на французские протесты президент Коллегии иностранных дел И. А. Остерман напомнил французскому посланнику, что Екатерина II в своё время «беспристрастно и равнодушно взирать изволила» на «завладение Корсикой», а потому ожидает «столь же беспристрастного и равнодушного» отношения французского короля к присоединению Крыма к России, «стремящегося единственно к успокоению границ» Российской империи, и в октябре 1783 года министр иностранных дел Франции граф Верженн надавил на Порту, чтобы та признала fait accompli в Крыму. Османское правительство также узнало о крупном успехе России на Кавказе — подписании между Россией и Картли-Кахетией Георгиевского трактата, превратившего последнюю в российский протекторат.
Опасаясь, что война с Россией, всё ещё находившейся в союзе с Австрией, а теперь ещё и с Восточной Грузией, будет ошибочным решением, османское правительство в октябре 1783 года созвало диван для рассмотрения вопроса о сложившемся положении. В условиях настоятельной рекомендации Франции и прямо высказанной Австрией угрозы начать войну на Балканах в случае объявления Османской империей войны России, большинство дивана в итоге склонилось поддержать признание аннексии. 28 декабря 1783 (8 января 1784) года Россия и Турция подписали «Акт о мире, торговле и границах обоих государств», которым отменялась статья (артикул) 3 Кючук-Кайнарджийского мирного договора о независимости Крымского ханства. В свою очередь, Россия этим актом подтверждала принадлежность Турции крепостей Очаков и Суджук-кале.

## Адаптация в составе России

### Демографические проблемы
Население Крыма, составлявшее в 1700 году 707 тысяч человек, к 1785 году сократилось до 92 тысяч.
Население полуострова начало сокращаться ещё до присоединения его к Российской империи. Это было связано как с потерями, вызванными военными походами Российской империи на Крым, так и с выселением христиан из Крыма Суворовым в 1778 году — уже после Кучук-Кайнарджийского мира, но ещё до указа Екатерины II о присоединении Крыма, в ходе которого была выселена 31 тысяча человек, преимущественно греков и армян. 
Как указывалось в справочнике «Списки населённых мест Российской империи — Таврическая губерния», изданном Центральным статистическим комитетом министерства внутренних дел Российской империи в 1865 году, «после присоединения татары массами стали уезжать в Румелию и Анатолию. Число ушедших Сумароков, служивший судьёй на полуострове в начале нашего века, считает до 300 000 обоего пола, немало татар погибло также во время волнений и от моровой язвы, бывшей в это время, так что полуостров лишился около трёх четвертей своего населения, считая в том числе выселенных греков и армян. В 1802 году татар в Крыму числилось всего около 140 000 обоего пола».
После присоединения Крыма к Российской империи десятки тысяч татар покинули полуостров, переселившись в Турцию, несмотря на обещанные российским правительством льготы и преимущества. На конец 1783 года в Крыму имелось 1474 селения, а население, основным занятием которого было скотоводство, насчитывало около шестидесяти тысяч человек (мужского пола).
Сокращение населения также было связано и с исчезновением такого специфического демографического источника, как набеги на соседние земли и работорговля. Крым в XVIII столетии был крупнейшей перевалочной базой торговли людьми, где использовался рабский труд пленников.

### Отношения с крымскими татарами
Переселение из внутренних областей Российской империи и приглашение на жительство иностранцев началось несколько позднее, а в первое время, заботясь о сохранении спокойствия в Крыму, Потёмкин требовал от Суворова и Бальмена уважительного отношения к новым подданным императрицы, их священным местам и религиозным обрядам. Призывая крымских татар к лояльности и требуя от российской администрации уважения их религиозных прав, Потёмкин в то же время понимал, что при сохранении в Крыму большинства татарского населения и сил, оппозиционных Российской империи, здесь сохраняется опасность возмущений и сопротивления, что значительно осложнит ситуацию на юге и положение Российской империи на международной арене. Поэтому в одном из писем императрице он открыто высказывался: «Сей полуостров ещё будет лутче во всем, ежели мы избавимся татар на выход их вон. Много можно обрести способов. Ей-Богу, они не стоят земли, а Кубань для них жилище пристойное».
Утверждая российское господство в Крыму, правительство делало ставку на татарское дворянство. В декабре 1783 года из представителей крымской знати было сформировано Таврическое областное правление под общим руководством нового начальника русских войск О. А. Игельстрома. Правители отдельных округов или уездов (каймаканы) были оставлены на своих постах, так же как и судьи (кадии); решение о каждом каймакане принимал лично Потёмкин.
22 февраля (4 марта) 1784 года указом Екатерины II высшему сословию Крыма были предоставлены все права и льготы российского дворянства, кроме «права покупать, приобретать и иметь крепостных или подданных христианского вероисповедания». Русскими и татарскими чиновниками по приказу Потёмкина были составлены списки 334 новых крымских дворян, сохранивших за собой земельную собственность. Тогда же Севастополь, Феодосия и Херсон были объявлены открытыми городами для всех народов, дружественных Российской империи. Иностранцы могли свободно приезжать и жить в этих городах, принимать российское гражданство.
Крепостное право на Крымском полуострове не вводилось, татары были объявлены казёнными крестьянами. Отношения между крымской знатью и зависимым от них населением не были изменены. Земли и доходы, принадлежавшие крымскому хану, и владения феодалов, выехавших в Турцию, перешли к русской казне. Частновладельческие земли были сохранены в наследственном владении баев и мурз. Все пленные — подданные России были освобождены.

### Учреждение Таврической области
Указом Екатерины II от 2 (13) февраля 1784 года была учреждена Таврическая область под управлением князя Потёмкина, состоящая из Крымского полуострова, прилегающих районов Северного Причерноморья (между Перекопом и границами Екатеринославского наместничества) и Тамани. Областной статус предполагался временным, «покуда умножение населения и разных нужных заведений подадут удобность устроить её губерниею». Согласно указу «О составлении Таврической области из семи уездов и об открытии присутственных мест в городах оной» область была разделена на 7 уездов: Симферопольский, Левкопольский (город Левкополь хотели основать у устья реки Салгир или переименовать Старый Крым, но этого не получилось, и в 1787 году уездным городом стала Феодосия, а Левкопольский уезд стал Феодосийским), Евпаторийский, Перекопский, Днепровский, Мелитопольский и Фанагорийский. Создание единой системы местного управления с привлечением представителей различных социальных слоёв и национальностей, получивших определённые льготы, способствовало проведению общегосударственной политики по управлению края, а также заселению и хозяйственному освоению Северного Причерноморья, что значительно упрочило положение Российской империи на новых землях в условиях сохраняющейся военной угрозы.
Сразу же после присоединения Крыма было предпринято обстоятельное изучение экономических ресурсов и быта населения нового края, что было вызвано как военно-стратегическими соображениями, так и более широкими задачами хозяйственного развития. Естествоиспытатели, картографы, геодезисты, многочисленные администраторы и чиновники были привлечены Потёмкиным для сбора сведений о Крыме. Уже в 1784 году появляются первые карты Крымского полуострова, планы и чертежи, отражающие состояние дорог и мостов, крепостей и валов. Летом 1783 года известному географу К. И. Габлицу, назначенному на вице-губернаторскую должность, было поручено физико-географическое описание полуострова. Оно было издано Екатериной II в 1785 году и переведено на английский, французский и немецкий языки. С 1785 года по указу Сената специально для Таврического наместничества печатались книги и «высочайшие узаконения» на татарском, турецком, арабском и персидском языках. В самый разгар войны с турками, в 1790 году, по настоянию Потёмкина был издан Коран, который, по его мнению, «при сношении ныне с турками может… с пользою быть употреблён».

### Хозяйственное развитие Крыма
Раздача земель, поступивших в казну, послужила толчком для составления подробных атласов. В январе 1784 года Потёмкин приказал описать все крымские земли, поступившие в казённое ведомство, с указанием количества и качества земли, а также наличия садов. Уже весной 1784 года началась раздача земель. Их получали преимущественно военные и гражданские чиновники — русские, татары, греки, украинцы. Значительные участки земли получили генерал М. В. Каховский, адмиралы М. И. Войнович, Ф. Ф. Ушаков, Н. С. Мордвинов, капитан С. И. Плещеев, бригадир Дерибас, русский посол в Турции Я. И. Булгаков, русский резидент при последнем крымском хане Шахин Гирее С. Л. Лашкарёв, представители татарской знати, занимавшие административные посты. Кроме дворян землю получили купцы, «комиссионеры», мелкие чиновники, учёные, иностранные садоводы, «банкиры» и др. Своему начальнику канцелярии B. C. Попову светлейший князь выделил 57 876 десятин, в том числе на материке 30 200 десятин, себе же Потёмкин отвёл 13 000 десятин в Байдарской долине и на Южном берегу Крыма и, кроме того, 73 460 десятин в материковой части Таврической области.
Князь Потёмкин приглашал в Крым иностранцев — специалистов по садоводству, шелководству, лесному хозяйству, виноградарству. Особый интерес князь испытывал к методам английского земледелия, предполагая в полной мере использовать их на обширных и плодородных землях, вверенных его попечению. Под руководством профессоров земледелия М. Е. Ливанова и В. П. Прокоповича функционировала особая Контора земледелия и домоводства Таврической области, призванная заботиться о развитии хлебопашества, садоводства и виноделия. Для устройства парков и садов не только в Новороссии и Крыму, но и почти во всех крупных имениях князя был приглашён специалист из Англии Уильям Гульд. В 1784 году из Франции был выписан учёный садовод Иосиф Банк, назначенный директором Таврических садов. Ему было поручено разведение лучших сортов винограда, а также шелковичных, масличных и других деревьев в Судаке и по всему Крыму. Надворный советник граф Яков де Парма был вызван из Италии в 1786 году для заведения шёлковых заводов. В годы второй Русско-турецкой войны (1787—1791 гг.) и после неё он насадил в Крыму на выделенных ему казённых землях несколько тысяч тутовых деревьев, что дало возможность начать производство шёлка. До получения достаточного количества собственного сырья созданная шёлковая мануфактура должна была обрабатывать привозимый сырец, который Потёмкин установил обменивать на добываемую в Крыму соль. В целях облегчения соледобычи Потёмкин поручил инженеру Н. И. Корсакову построить мосты при крымских соляных озёрах, а для хранения соли оборудовать специальные помещения. Крымской солью снабжались, кроме местных жителей, также Екатеринославское наместничество, вся Украина и частично Белоруссия.
В конце 1783 года были отменены внутренние торговые пошлины, что должно было способствовать развитию крымского сельского хозяйства, промышленности и торговли, увеличению внутреннего торгового оборота и росту имевшихся в Крыму городов — Карасубазара, Бахчисарая (в котором не дозволялось жить русским переселенцам), Феодосии, Гезлёва (переименованного в Евпаторию) и Ак-Мечети (получившего название Симферополь и ставшего административным центром Крыма). Ещё одним шагом, облегчившим торговые связи, было восстановление Потёмкиным монетного двора в Феодосии, где стала выпускаться таврическая монета (17 (28) апреля 1788 г. работа монетного двора была прекращена). По указу Екатерины II от 13 (24) августа 1785 года все крымские порты были освобождены от уплаты таможенных пошлин сроком на 5 лет, а таможенная стража была переведена на Перекоп.
Необходимость заселения Крыма диктовалась как хозяйственными, так и стратегическими задачами: пограничные районы важно было укрепить и обеспечить продовольственными ресурсами; размещаемые войска нуждались в жилищах. В Крым на пустующие казённые земли переселялись русские казённые крестьяне, отставные солдаты, выходцы из Турции (казаки-некрасовцы) и Польши (польские украинцы).
Массовая раздача земли не только дворянам, но и представителям других сословий, с обязательством осваивать и заселять полученные земли, и предоставление различных льгот способствовали развитию земледелия и зарождению промышленности. В свою очередь, успешная хозяйственная жизнь Причерноморья решала важную задачу закрепления новых территорий и включения их в общую экономическую систему России.

### Города
Проектирование и строительство южных городов определялось социально-политическими и историческими условиями, характером экономического развития края. Важное политическое значение в градообразовании на юге Российской империи имели идеи Греческого проекта, в связи с чем большинство городов называлось в память о древнегреческой колонизации Северного Причерноморья: Одесса, Севастополь, Симферополь, Херсон и т. д. По тем же причинам некоторым существовавшим поселениям возвращались древние имена, например Феодосии, Фанагории.
Политическими мотивами обусловливалась и значительная поддержка, оказывавшаяся государством молодым городам. Здесь за счёт казны возводились многочисленные здания общественного назначения, жители освобождались от податей и, более того, получали ссуды на возведение жилых домов. Политические соображения сказывались и в привлечении «полезных иностранцев».
Проектирование и выбор мест для новых городов были поручены Потёмкину, который лично, несмотря на свирепствовавшую эпидемию, сразу после присоединения осмотрел Крым с этой целью, а позднее приказал инженеру полковнику Н. И. Корсакову ещё раз осмотреть все назначенные места и составить проекты и сметы. В конце 1784 года императрице был представлен доклад, в котором главной крепостью был назван Севастополь.
Экономическое и хозяйственное освоение Крымского полуострова к концу XVIII века привело к росту населения Крыма, в основном за счёт русских и украинских переселенцев. При этом в Бахчисарае проживало шесть тысяч человек, в Евпатории — три с половиной тысячи, в Карасубазаре — три тысячи, в Симферополе — полторы.

#### Севастополь

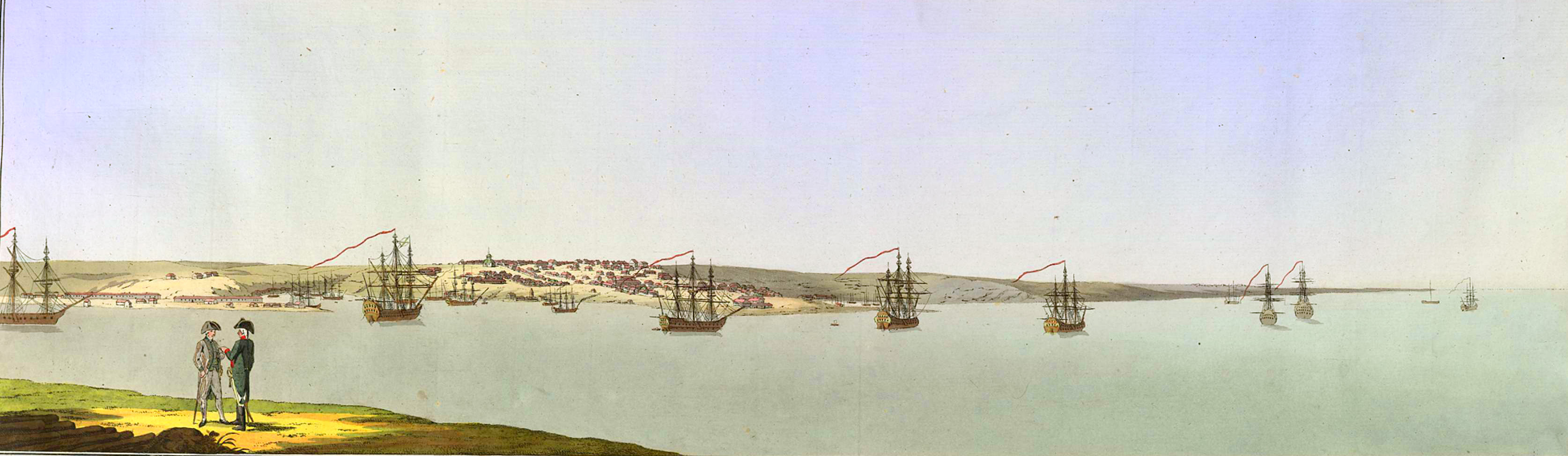
Вид порта и города Севастополь с военным флотом. 1790-е

Строительство Севастополя (в переводе с греческого — «величественный город») находилось под особой опекой Потёмкина, который рассматривал его как базу для молодого Черноморского флота. На территории вокруг будущего Севастополя, у развалин древнего Херсонеса, на тот период имелись лишь монастырь и селения Инкерман и Ахтияр. Обширный глубокий залив, где мог поместиться огромный флот, небольшие бухты, вдающиеся в побережье, представляли удобство для устройства при них адмиралтейства, верфи и других портовых сооружений, а широкий проход давал удобный при всех ветрах выход с рейда в море. В апреле 1783 года здесь для защиты побережья расположился гренадерский батальон, а позднее — два полка. Летом сюда прибыла Азовская флотилия, и матросы приступили к строительству казарм и складов, были заложены адмиралтейство, часовня Св. Николая Чудотворца, пристань, дома для адмирала и офицеров, столовые и кухни для экипажей. Руководил строительством сам Потёмкин, непосредственное руководство осуществлял инженер Н. И. Корсаков. Камень для стройки в основном брали из развалин Херсонеса, несколько позже его стали добывать в Инкермане.
10 (21) февраля 1784 года был издан указ Екатерины II, которая «для обеспечения безопасности границ» повелела устроить «крепость большую Севастополь, где ныне Ахтиар, и где должны быть Адмиралтейство, верфь для первого ранга кораблей, порт и военное поселение». Севастопольская крепость планировалась «со внутренним строением, Адмиралтейством, морскими магазинами, с каменною плотиной и с тремя отдельными зданиями». В память об этом одна из центральных улиц города была названа Екатерининской.
В 1784—1786 годах силами солдат были возведены дороги, связывавшие Севастополь с Бахчисараем и другими населёнными пунктами, приведены в порядок каменные мосты через многочисленные реки и ручьи. По разработанному плану в августе 1785 года были развёрнуты работы по сооружению крепости и адмиралтейства. С 1786 года Севастополь строился под руководством капитана, а затем вице-адмирала графа М. И. Войновича. В его честь каменная лестница, возведённая на низменном берегу в 1785 году, была впоследствии названа Графской пристанью (первоначально — Екатерининская).

#### Путешествие Екатерины II в Крым

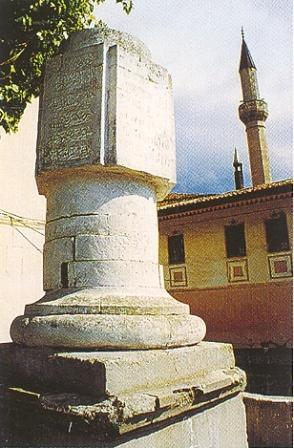
Екатерининская миля (памятные знаки на маршруте кортежа императрицы) в Бахчисарае

В 1787 году императрица Екатерина II совершила путешествие на Крымский полуостров через Перекоп, посетив Карасубазар, Бахчисарай, Ласпи и Севастополь. На рейде Севастополя её встретил созданный под руководством князя Потёмкина Черноморский флот в составе трёх линейных кораблей, двенадцати фрегатов, двадцати корветов и бригов, трёх бомбардирских лодок и двух брандеров. Находившийся в свите императрицы французский посол Сегюр отмечал, что «несколько зданий для складки товаров, адмиралтейство, городские укрепления, 400 домов, толпы рабочих, сильный гарнизон, госпиталь, верфи, пристани торговая и карантинная — всё придавало Севастополю вид довольно значительного города». Флот, находившийся в подчинении князя Потёмкина с 13 (24) августа 1785 года, снаряжала вся Российская империя: суда строились на Воронежской верфи и в Белоруссии (канонерские лодки, десантные суда и др.), Белоруссия также поставляла парусину, канаты, сукно для обмундирования, в Туле и на Урале производили пушки, из разных губерний в Севастополь, помимо морских команд, было направлено несколько сот рабочих. В новый военный порт были направлены корабли Балтийского флота, а офицерами и матросами с Балтики комплектовали экипажи Черноморского флота. В первые дни очередной русско-турецкой войны Севастопольский флот попал в жестокий шторм и был рассеян, но Потёмкин приложил все усилия для восстановления Черноморской эскадры.
К приезду Екатерины Таблиц по желанию императрицы, переданному ему Потёмкиным, подготовил историческое описание приобретённого края. После этого путешествия князь Потёмкин получил от Екатерины II почётный титул «Таврического».

### Русско-турецкая война (1787—1791)
21 августа (1 сентября) 1787 года турецкий флот атаковал российские корабли у западного побережья Крыма. В ходе дальнейших боевых действий турецкий десант, высадившийся в районе Кинбурна, потерпел поражение от войск Суворова, а на Северном Кавказе татары были оттеснены за Кубань. Действуя двумя армиями под командованием князя Потёмкина и генерал-фельдмаршала П. А. Румянцева-Задунайского, Россия в декабре 1788 года овладела Очаковом на побережье Чёрного моря и крепостью Хотин в Бессарабии. С осени 1792 года по осень 1794 года русскими войсками в Екатеринославской губернии и Тавриде вновь командовал Суворов, укрепивший и обновивший приграничные крепости. Войска Суворова разгромили турок у Фокшан и Рымника, русские войска захватили крепости Гаджибей, Аккерман и Бендеры. Черноморский флот под командованием адмирала Ушакова нанёс потери турецкому флоту, что помогло сухопутным войскам во взаимодействии с флотом взять Измаил и Браилов. После Русско-турецкой войны 1787—1791 годов российская принадлежность Крыма была вторично подтверждена Ясским мирным договором, который закрепил за Россией всё Северное Причерноморье.
В ходе войны, как указывалось в справочнике «Списки населённых мест Российской империи — Таврическая губерния» 1865 года, «между татарами опять возникли возмущения, так что было велено отобрать у них оружие, лошадей угнать за Перекоп, а приморских крымцев переселить на время внутрь полуострова. По Ясскому договору 1791 года Порта окончательно признала Крым за нами и вместе с тем уступила крепость Очаков, напротив Кинбурна и полосу между Бугом и Днепром».

### Новороссийская и Таврическая губернии
Указом Павла I от 12 (23) декабря 1796 года Таврическая область была упразднена, территория, разделённая на 2 уезда — Акмечетский и Перекопский, присоединена к Новороссийской губернии, («…разделяемую просто на уезды, сообразно количеству жителей и обширности местности.»). В 1802 году была образована Таврическая губерния, просуществовавшая вплоть до Гражданской войны в России.